# Operación Conmoción y Pavor en Bagdad
La Operación Conmoción y Pavor (traducción del inglés Shock & Awe) fue una campaña militar llevada a cabo los primeros días de la Invasión de Irak, especialmente entre los días 20 y 24 de marzo de 2003. El término shock and awe, hace referencia a una táctica militar de dominio rápido sobre un escenario. En este caso, consistió en un ataque aéreo súbito y masivo sobre algunas ciudades de Irak como Mosul, pero principal y especialmente, en su capital, Bagdad. 

## Inicio
El 16 de marzo de 2003 se reunieron en la Cumbre de las Azores los presidentes Bush, Blair, Aznar y Barroso. Amparándose en el incumplimiento de la resolución 1441 de la ONU y otras anteriores, en las que se instaba al desarme de Irak, el día 18 se dio un ultimátum de 48 horas para que Sadam Huseín y su familia, abandonaran el poder en Irak y marcharan al exilio.
Transcurridos los 2 días de plazo, tras el caso omiso del clan Husein, y 90 minutos después de expirado el ultimátum, el 20 de marzo, a las 5.35 hora local (2.35 UTC) tienen lugar los primeros bombardeos sobre Bagdad. El ataque tuvo tres oleadas, espaciadas en media hora cada una de ellas. Los primeros artefactos usados en la operación fueron 40 misiles Tomahawk, lanzados desde buques de guerra y submarinos estadounidenses desde el Golfo Pérsico. En las 2 siguientes oleadas, llevadas a cabo a las 6.00 y las 6.35, participaron también cazabombarderos F-117. 
Una hora después del comienzo de la operación, el presidente de Estados Unidos George W. Bush realizó una comparecencia televisiva en su país proclamando el comienzo de la invasión, en la que aseguró que la guerra sería  "larga y complicada, pero se actuará con contundencia". Horas más tarde, desde el Pentágono, aseguraron que este inicio de la operación había sido un anticipo por recomendación del director de la CIA, George Tenet, con el objetivo (sin éxito) de intentar decapitar a toda la plana mayor iraquí, incluido Sadam Huseín, asestando un golpe definitivo el primer día.

## Conmoción y Pavor
La tarde del 21 de marzo, calificado por Donald Rumsfeld como  Día-A, televisiones de todo el mundo retransmitían en directo desde el centro de Bagdad la explosión de misiles Tomahawk en el extrarradio de la capital, mientras comenzaban a sonar las sirenas antiaéreas. En torno a las 20.45 hora local (17.45 UTC) las baterías antiaéreas iraquíes comenzaron a disparar ante la llegada de la aviación aliada. Entre esa hora y las 22.15, tuvo lugar un bombardeo masivo sobre Bagdad, en el que se usaron cerca de 3.000 proyectiles. Al menos 20 edificios oficiales fueron alcanzados, y el Ministerio de Planificación y Comunicación fue destruido. Un espectacular incendio, con grandes columnas de humo que emergían, se hizo pasto de todo el complejo presidencial que Husein tenía a orillas del río Tigris, en pleno centro de la capital.
El intenso bombardeo tenía como objetivo dar un golpe súbito que mermase la capacidad de respuesta iraquí, así como la neutralización de toda la infraestructura gubernamental y de comunicaciones del régimen. En la operación fueron utilizados bombarderos B-52 y B-2, así como cazas F-14 y F-18 Hornet, que salieron del portaaviones Kitty Hawk, en aguas del Golfo Pérsico.
Durante los días 22 y 23 de marzo la campaña aérea continuó sin descanso sobre Bagdad. Los bombardeos se llevaron a cabo a cualquier hora del día, intensificándose al caer la noche, en los que posiciones gubernamentales y de la Guardia Republicana eran atacadas. Las operaciones se extendieron igualmente a otras ciudades importantes del país, como Kirkuk y Mosul al norte, Tikrit, ciudad natal de Sadam, o Basora en el sur, desde donde paralelamente comenzaba la invasión terrestre.
Los bombardeos continuaron hasta la capitulación total del régimen, si bien ya no son considerables dentro de esta operación, que hace referencia al ataque masivo inicial, que contaba con factores como la sorpresa y contundencia empleada.

## Videos
- Video del comienzo de la operación en Bagdad